# هیلو: حمله اسپارتان
هِیلو: حمله اسپارتان (به انگلیسی: Halo: Spartan Assault) یک بازی ویدئویی تیراندازی سوم شخص با دیدی از بالا در سری بازی‌های هیلو است که توسط ۳۴۳ اینداستریز و سرگرمی وان‌گارد ساخته شده است. این بازی برای اولین بار در تاریخ ۱۸ ژوئیه ۲۰۱۳ برای مایکروسافت ویندوز و ویندوز فون منتشر شد، سپس نسخه کنسولی ایکس‌باکس وان آن در ۲۴ دسامبر ۲۰۱۳ و ایکس‌باکس ۳۶۰ نیز ۳۱ ژانویه ۲۰۱۴ منتشر شده است. وقایع حمله اسپارتان بین نسخه‌های هیلو ۳ و هیلو ۴ اتفاق می‌افتد.